# لين داف
لين داف (بالإنجليزية: Lyn Duff)‏ هي صحفية أمريكية، ولدت في 1976.